# 2017-es észak-amerikai labdarúgó-bajnokság (első osztály)
Az észak-amerikai labdarúgó-bajnokság 2017-es szezonja (angolul: 2017 Major League Soccer) a 22. szezonja az amerikai és a kanadai csapatok részvételével megrendezett bajnokságnak. Az idény 2017. március 3-án kezdődik és 2017 októberében ér majd véget. Az MLS Cup rájátszás, azaz a bajnoki címért folyó play off várhatóan október végétől decemberig tart majd. 
Ebben a szezonban két új labdarúgóklub is csatlakozott a franchise-hoz: a Atlanta United a 21., míg a Minnesota United a 22. résztvevője lesz a ligának.
Az úgynevezett Supporters' Shield, tehát az alapszakasz legjobbjának járó trófea védője az FC Dallas, míg a bajnoki címvédő, azaz az MLS Cup 2016-os győztese a Seattle Sounders.

## Csapatok

### Részt vevő csapatok és stadionjaik
| Nyugati Főcsoport      | Nyugati Főcsoport          | Nyugati Főcsoport |
| Csapat                 | Stadion                    | Befogadóképesség  |
| ---------------------- | -------------------------- | ----------------- |
| Colorado Rapids        | Dick's Sporting Goods Park | 18,061            |
| FC Dallas              | Toyota Stadion             | 20,500            |
| Houston Dynamo         | BBVA Compass Stadion       | 22,039            |
| Los Angeles Galaxy     | StubHub Center             | 27,000            |
| Minnesota United FC    | TCF Bank Stadion           | 21,895            |
| Portland Timbers       | Providence Park            | 21,144            |
| Real Salt Lake         | Rio Tinto Stadion          | 20,213            |
| San Jose Earthquakes   | Avaya Stadion              | 18,000            |
| Seattle Sounders FC    | CenturyLink Field          | 39,419            |
| Sporting Kansas City   | Children's Mercy Park      | 18,467            |
| Vancouver Whitecaps FC | BC Place                   | 22,120            |

| Északi Főcsoport       | Északi Főcsoport                   | Északi Főcsoport |
| Csapat                 | Stadion                            | Befogadóképesség |
| ---------------------- | ---------------------------------- | ---------------- |
| Atlanta United FC      | Mercedes-Benz Stadion              | 40,000           |
| Chicago Fire           | Toyota Park                        | 20,000           |
| Columbus Crew SC       | Mapfre Stadion                     | 19,968           |
| D.C. United            | Robert F. Kennedy Memorial Stadion | 20,000           |
| Montreal Impact        | Saputo Stadion                     | 20,801           |
| New England Revolution | Gillette Stadion                   | 20,000           |
| New York City FC       | Yankee Stadion                     | 30,321           |
| New York Red Bulls     | Red Bull Arena                     | 25,000           |
| Orlando City SC        | Orlando City Stadion               | 25,500           |
| Philadelphia Union     | Talen Energy Stadion               | 18,500           |
| Toronto FC             | BMO Field                          | 30,000           |

### Csapatok adatai
| Csapat                 | Vezetőedző      | Csapatkapitány    | Mezszponzor               |
| ---------------------- | --------------- | ----------------- | ------------------------- |
| Atlanta United FC      | Gerardo Martino | Michael Parkhurst | American Family Insurance |
| Chicago Fire           | Veljko Paunović |                   | Valspar                   |
| Colorado Rapids        | Pablo Mastroeni | Sam Cronin        | Transamerica              |
| Columbus Crew SC       | Gregg Berhalter |                   | Acura                     |
| D.C. United            | Ben Olsen       | Bobby Boswell     | Leidos                    |
| FC Dallas              | Oscar Pareja    | Matt Hedges       | AdvoCare                  |
| Houston Dynamo         | Wilmer Cabrera  | DaMarcus Beasley  | BHP Billiton              |
| Los Angeles Galaxy     | Curt Onalfo     |                   | Herbalife                 |
| Minnesota United FC    | Adrian Heath    |                   | Target                    |
| Montreal Impact        | Mauro Biello    | Patrice Bernier   | Bank of Montreal          |
| New England Revolution | Jay Heaps       | Lee Nguyen        | UnitedHealth Group        |
| New York City FC       | Patrick Vieira  | David Villa       | Etihad Airways            |
| New York Red Bulls     | Jesse Marsch    | Sacha Kljestan    | Red Bull                  |
| Orlando City SC        | Jason Kreis     | Kaká              | Orlando Health            |
| Philadelphia Union     | Jim Curtin      | Brian Carroll     | Bimbo Bakeries USA        |
| Portland Timbers       | Caleb Porter    | Liam Ridgewell    | Alaska Airlines           |
| Real Salt Lake         | Jeff Cassar     | Kyle Beckerman    | LifeVantage               |
| San Jose Earthquakes   | Dominic Kinnear | Chris Wondolowski | Sutter Health             |
| Seattle Sounders FC    | Brian Schmetzer | Osvaldo Alonso    | Xbox                      |
| Sporting Kansas City   | Péter Vermes    | Matt Besler       | Ivy Funds                 |
| Toronto FC             | Greg Vanney     | Michael Bradley   | Bank of Montreal          |
| Vancouver Whitecaps FC | Carl Robinson   | Vacant            | Bell Canada               |

### Vezetőedző váltások
| Csapat             | Távozott vezetőedző       | Távozás módja                                    | Távozás ideje      | Helyezés a tabellán  | Érkezett vezetőedző | Kinevezés ideje    |
| ------------------ | ------------------------- | ------------------------------------------------ | ------------------ | -------------------- | ------------------- | ------------------ |
| Houston Dynamo     | Wade Barrett (ideiglenes) | Lejárt a megbízatása                             | 2016. október 28.  | Szezon kezdete előtt | Wilmer Cabrera      | 2016. október 28.  |
| Los Angeles Galaxy | Bruce Arena               | Az amerikai válogatott szövetségi kapitánya lett | 2016. november 22. | Szezon kezdete előtt | Curt Onalfo         | 2016. december 13. |

## Külső hivatkozások
- Hivatalos weboldal